# Beryciformes
Los Beryciformes es un orden de actinopterigios muy primitivos y poco conocidos, con pocas familias y especies. La mayor parte viven en los mares tropicales y a grandes profundidades.
Es muy característico en todos ellos unas espinas muy fuertes en las aletas, además de que tienen en la cabeza unas grandes depresiones llenas de sustancia mucosa. No tienen muchas más cosas en común, por lo que podemos considerarlo un grupo artificial que agrupa taxones solamente por conveniencia.

## Familias
Están agrupados por subordenes y familias en:
- Suborden Berycoidei
  - Berycidae - Alfonsinos o alfonsiños

- Suborden Holocentroidei
  - Holocentridae - Candiles

- Suborden Trachichthyoidei
  - Anomalopidae - Ojos de linterna
  - Anoplogastridae (Gill, 1893) - Candiles
  - Trachichthyidae - Relojes

## Imágenes

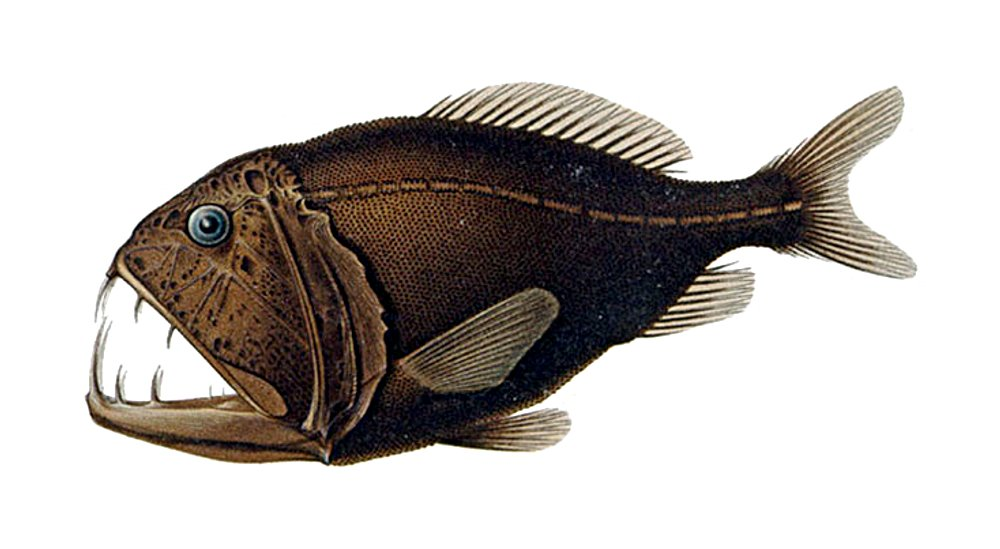
Anoplogaster cornuta
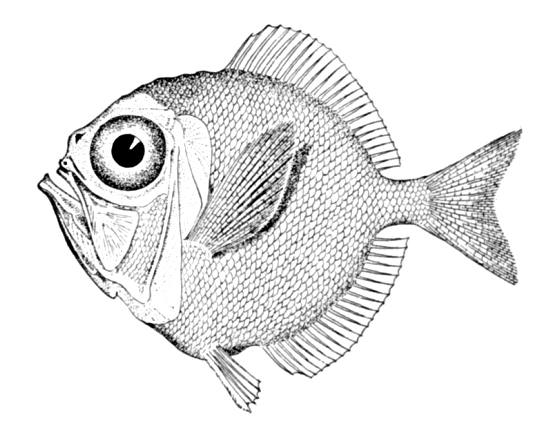
Diretmus argenteus
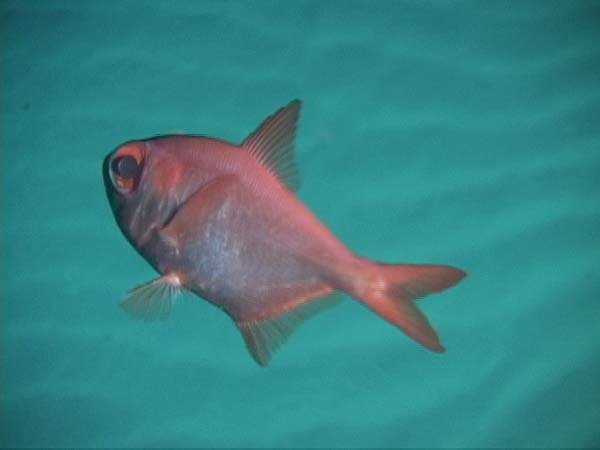
Beryx decadactylus
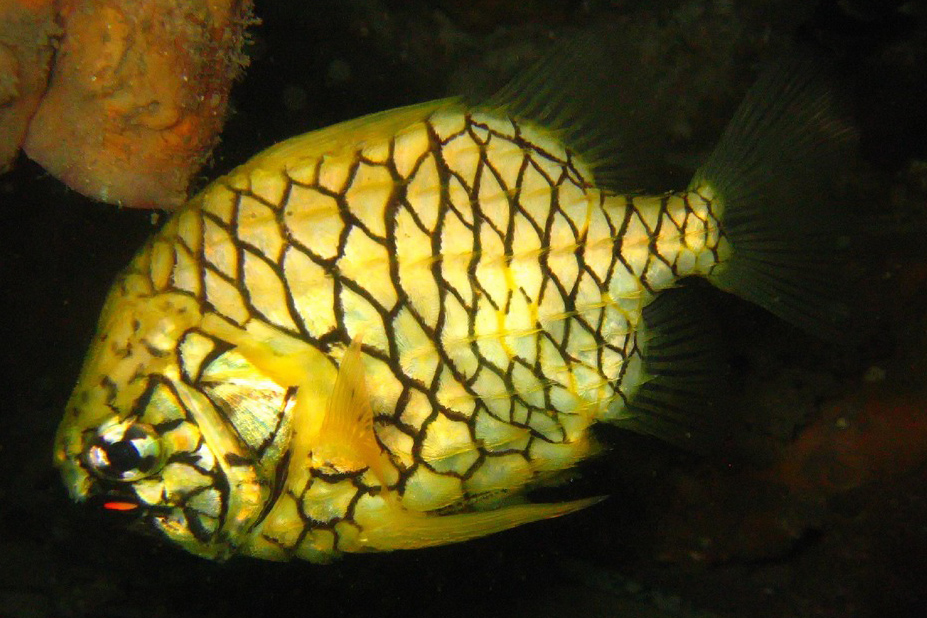
Cleidopus gloriamaris
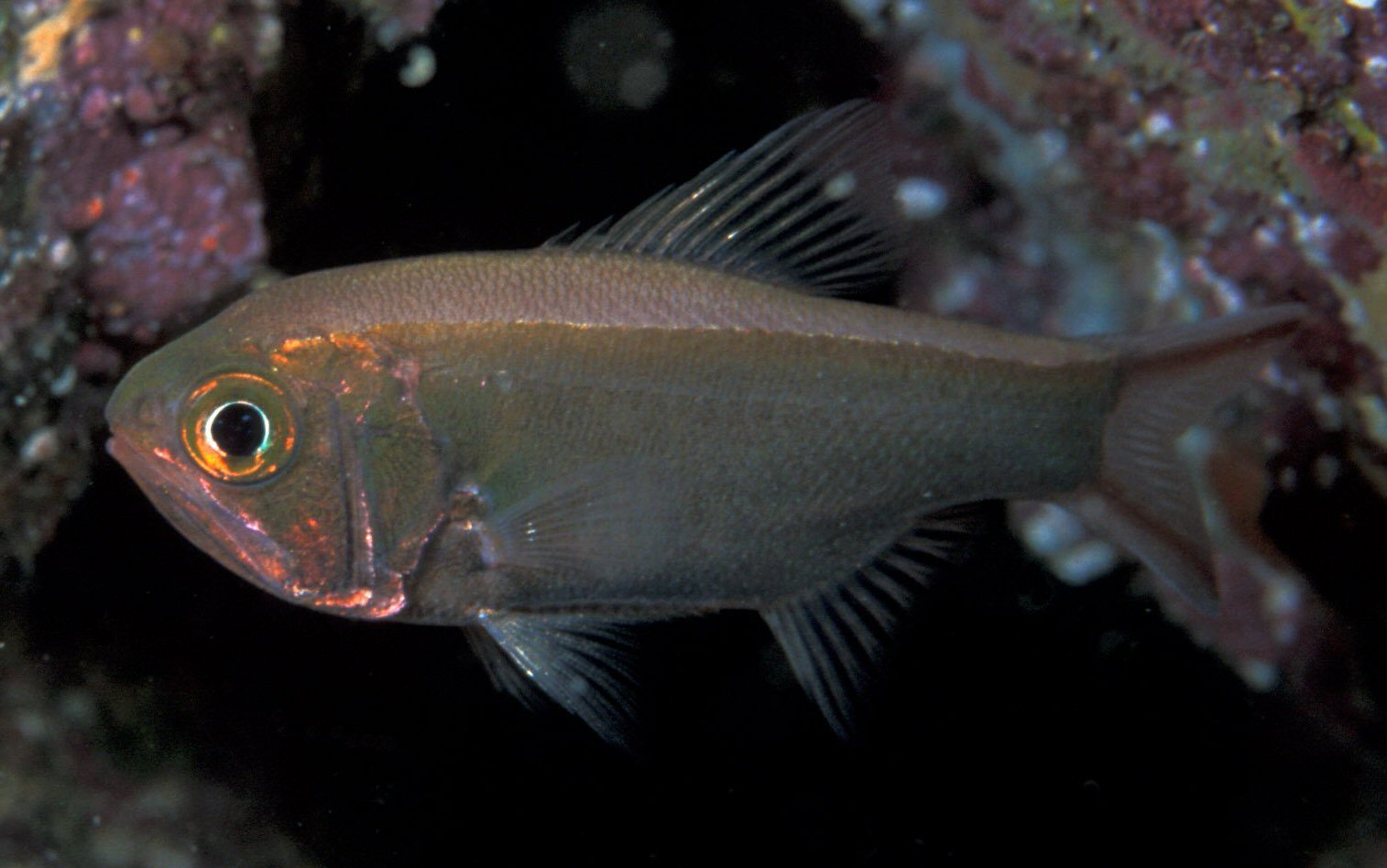
Optivus elongatus
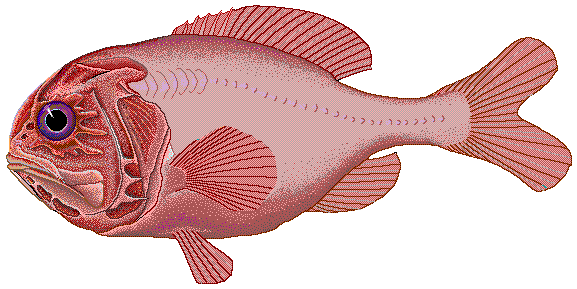
Hoplostethus atlanticus
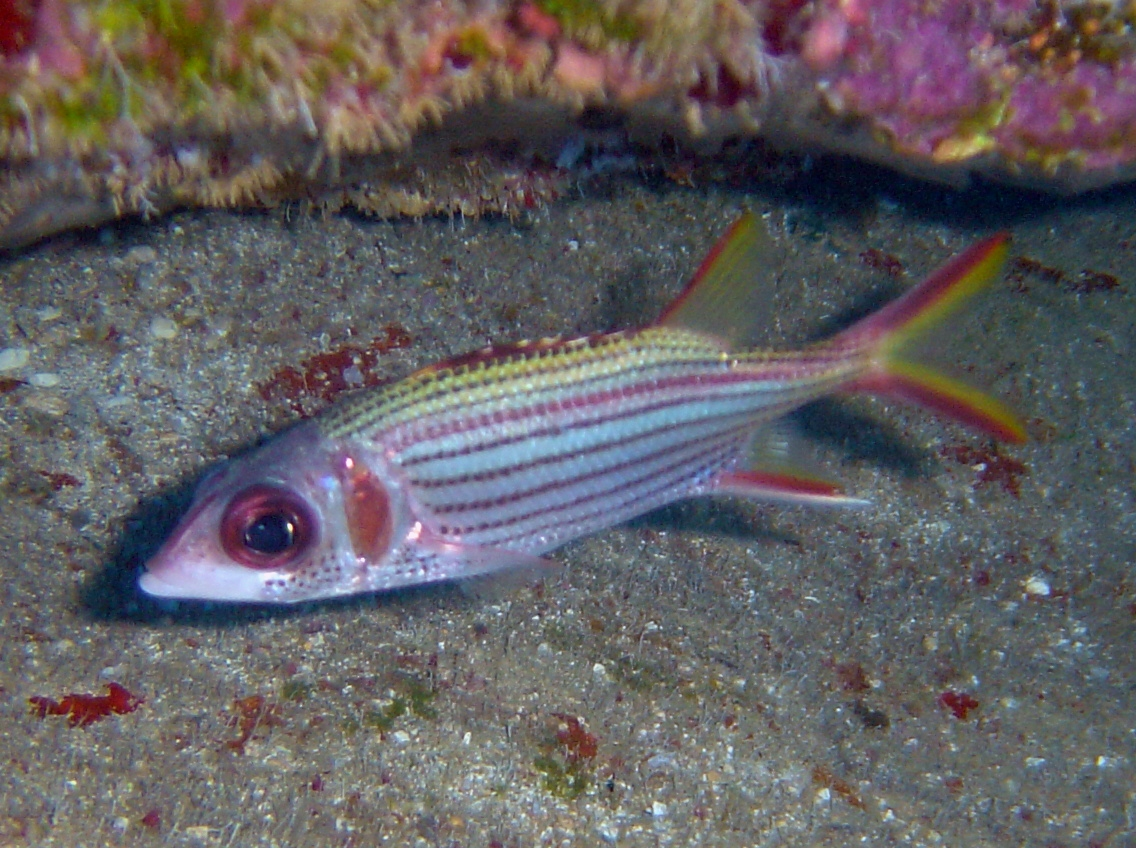
Neoniphon sammara
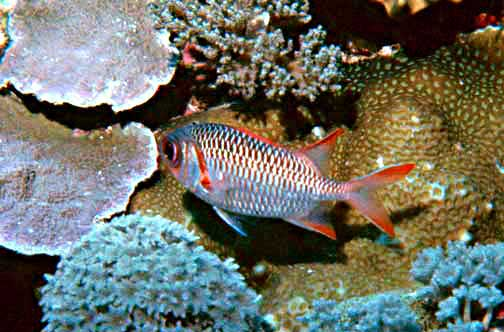
Myripristis violaceus
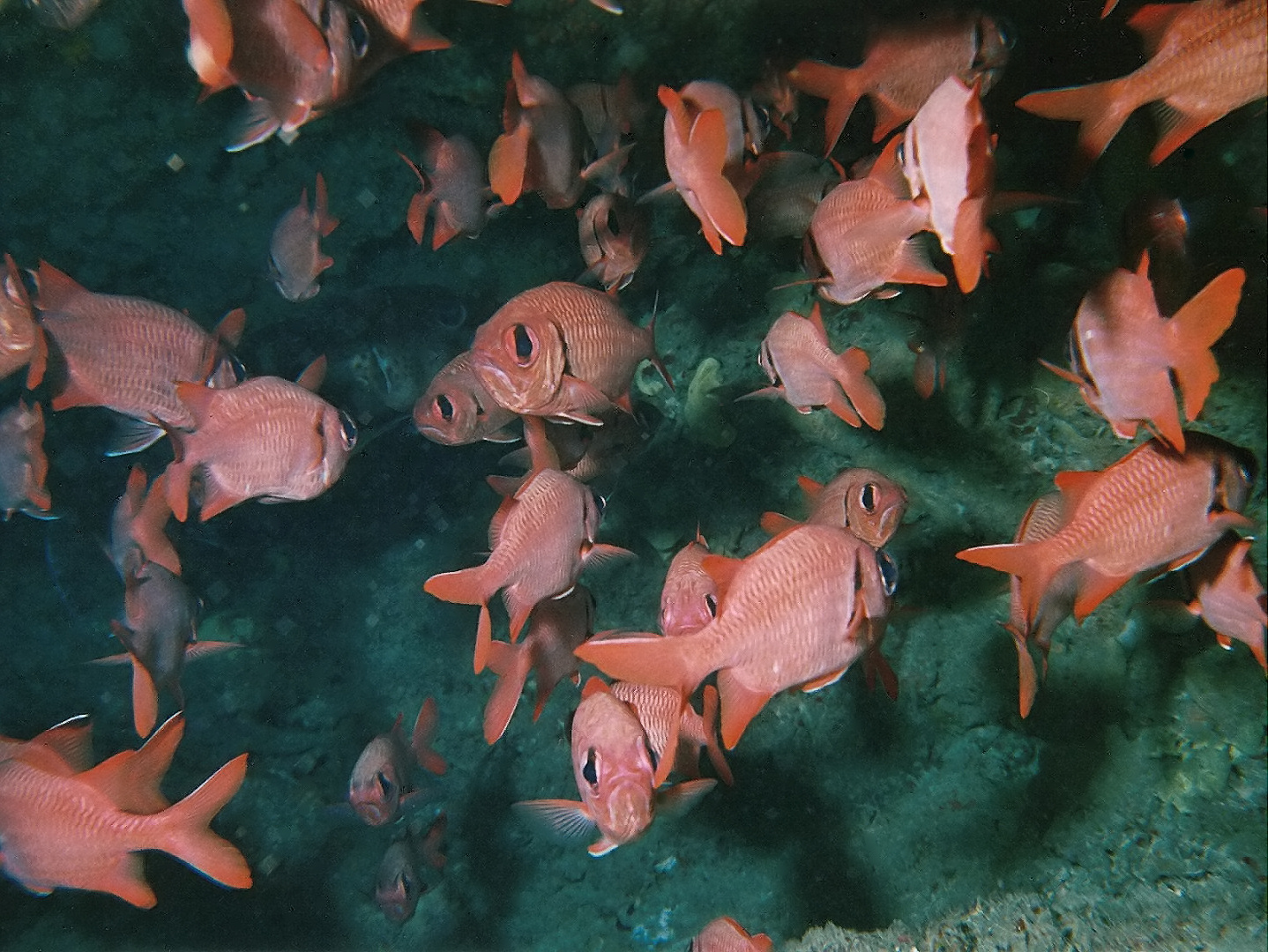
Myripristis pralinia
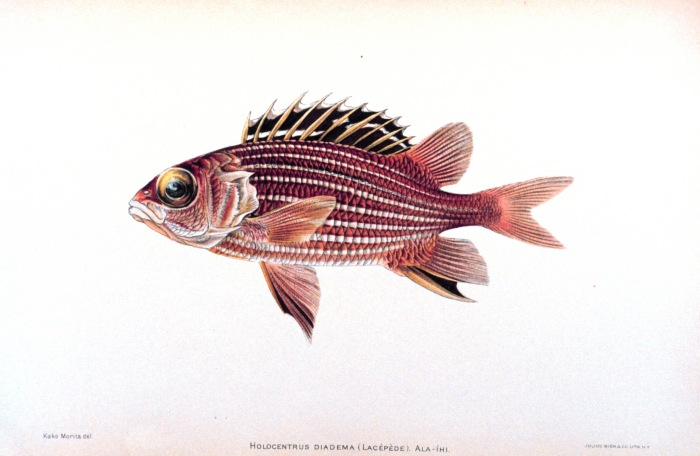
Sargocentron diadema
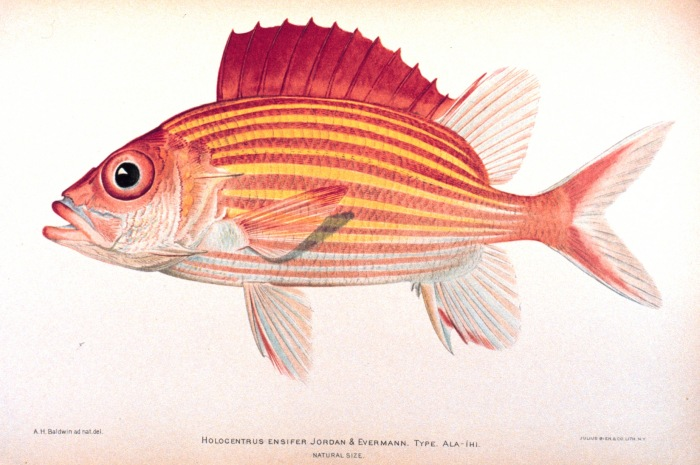
Sargocentron ensifer
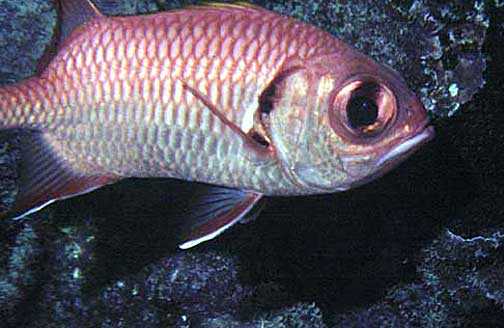
Sargocentron xantherythrum

- Datos: Q749596
- Multimedia: Beryciformes / Q749596
- Especies: Beryciformes